# Campionati del mondo di atletica leggera 2015 - Salto con l'asta maschile
La gara di salto con l'asta maschile si è svolta tra sabato 22 e lunedì 24 agosto 2015.

## Podio
| Pos.    | Atleta                                            | Nazionalità             | Misura |
| ------- | ------------------------------------------------- | ----------------------- | ------ |
| Oro     | Shawnacy Barber                                   | Canada                  | 5,90 m |
| Argento | Raphael Holzdeppe                                 | Germania                | 5,90 m |
| Bronzo  | Pawel Wojciechowski Renaud Lavillenie Piotr Lisek | Polonia Francia Polonia | 5,80 m |

## Situazione pre-gara

### Record
Prima di questa competizione, il record del mondo (RM) e il record dei campionati (RC) erano i seguenti.
| Record                | Prestazione | Atleta                    | Data                              | Competizione              |
| --------------------- | ----------- | ------------------------- | --------------------------------- | ------------------------- |
| Record mondiale       | 6,16 m      | Renaud Lavillenie Francia | 15 febbraio 2014 Donec'k, Ucraina |                           |
| Record dei campionati | 6,05 m      | Dmitri Markov Australia   | 9 agosto 2001 Edmonton, Canada    | Campionati del mondo 2001 |

### Campioni in carica
I campioni in carica, a livello mondiale e olimpico, erano:
| Campione | Atleta                     | Prestazione | Data                               | Competizione               |
| -------- | -------------------------- | ----------- | ---------------------------------- | -------------------------- |
| Olimpico | Renaud Lavillenie Francia  | 5,97 m      | 10 agosto 2012 Londra, Regno Unito | Giochi della XXX Olimpiade |
| Mondiale | Raphael Holzdeppe Germania | 5,89 m      | 12 agosto 2013 Mosca, Russia       | Campionati del mondo 2013  |

### La stagione
Prima di questa gara, gli atleti con le migliori tre prestazioni dell'anno erano:
| Pos. | Atleta                     | Prestazione | Data                                         |
| ---- | -------------------------- | ----------- | -------------------------------------------- |
| 1    | Renaud Lavillenie Francia  | 6,05 m      | 30 maggio 2015 Eugene, Stati Uniti d'America |
| 2    | Raphael Holzdeppe Germania | 5,94 m      | 26 luglio 2015 Norimberga, Germania          |
| 3    | Shawnacy Barber Canada     | 5,93 m      | 25 luglio 2015 Londra, Regno Unito           |

## Risultati

### Qualificazioni
Le qualificazioni si sono svolte contemporaneamente a partire dalle 18:40 del 22 agosto 2015.

Qualificazione: 5,70 m (Q) o le migliori 12 misure (q) avanzano alla finale.
| Pos. | Gruppo | Nome                   | Nazionalità   | 5,25 | 5,40 | 5,55 | 5,65 | 5,70 | Misura | Note                                     |
| ---- | ------ | ---------------------- | ------------- | ---- | ---- | ---- | ---- | ---- | ------ | ---------------------------------------- |
| 1    | A      | Sam Kendricks          | Stati Uniti   | o    | o    | o    | o    | o    | 5,70 m | Q                                        |
| 1    | B      | Pawel Wojciechowski    | Polonia       | -    | o    | o    | o    | o    | 5,70 m | Q                                        |
| 1    | B      | Renaud Lavillenie      | Francia       | -    | -    | -    | -    | o    | 5,70 m | Q                                        |
| 1    | B      | Jan Kudlička           | Rep. Ceca     | -    | o    | -    | o    | o    | 5.70 m | Q                                        |
| 1    | B      | Robert Sobera          | Polonia       | -    | o    | o    | o    | o    | 5,70 m | Q                                        |
| 1    | B      | Robert Renner          | Slovenia      | -    | o    | o    | o    | o    | 5,70 m | Q                                        |
| 7    | B      | Tobias Scherbarth      | Germania      | -    | o    | o    | x-   | o    | 5,70 m | Q                                        |
| 7    | A      | Michal Balner          | Rep. Ceca     | -    | o    | o    | xo   | o    | 5,70 m | Q                                        |
| 7    | A      | Shawnacy Barber        | Canada        | -    | o    | o    | xo   | o    | 5,70 m | Q                                        |
| 7    | A      | Piotr Lisek            | Polonia       | -    | o    | o    | xo   | o    | 5,70 m | Q                                        |
| 11   | A      | Augusto de Oliveira    | Brasile       | -    | o    | xxo  | o    | o    | 5,70 m | Q                                        |
| 12   | A      | Ivan Hertlein          | Russia        | xo   | xo   | xxo  | xo   | o    | 5,70 m | Q                                        |
| 13   | A      | Germán Chiaraviglio    | Argentina     | o    | o    | o    | o    | xo   | 5,70 m | Q                                        |
| 14   | A      | Kévin Menaldo          | Francia       | -    | o    | xo   | o    | xo   | 5,70 m | Q                                        |
| 15   | A      | Ivan Horvat            | Croazia       | -    | o    | o    | o    | xxo  | 5,70 m | Q                                        |
| 15   | A      | Raphael Holzdeppe      | Germania      | -    | -    | -    | -    | xxo  | 5,70 m | Q                                        |
| 17   | B      | Aleksandr Gripich      | Russia        | -    | o    | o    | o    | xxx  | 5,65 m |                                          |
| 17   | B      | Carlo Paech            | Germania      | -    | -    | o    | o    | xxx  | 5,65 m |                                          |
| 19   | B      | Thiago Braz da Silva   | Brasile       | -    | -    | xxo  | o    | xxx  | 5,65 m |                                          |
| 20   | B      | Hiroki Ogita           | Giappone      | -    | o    | o    | xo   | xxx  | 5,65 m | Miglior prestazione personale stagionale |
| 20   | A      | Brad Walker            | Stati Uniti   | -    | o    | o    | xo   | xxx  | 5,65 m |                                          |
| 22   | B      | Yao Jie                | Cina          | xo   | o    | o    | xo   | xxx  | 5,65 m | Miglior prestazione personale            |
| 23   | B      | Georgiy Gorokhov       | Russia        | o    | o    | xxo  | xxo  | xxx  | 5,65 m | Miglior prestazione personale            |
| 23   | A      | Seito Yamamoto         | Giappone      | -    | xo   | xo   | xxo  | xxx  | 5,65 m | Miglior prestazione personale stagionale |
| 25   | A      | Mareks Ārents          | Lettonia      | o    | o    | o    | xxx  |      | 5,55 m |                                          |
| 25   | B      | Konstadínos Filippídis | Grecia        | -    | o    | o    | xxx  |      | 5,55 m |                                          |
| 27   | B      | Jacob Blankenship      | Stati Uniti   | -    | xo   | o    | xxx  |      | 5,55 m |                                          |
| 28   | A      | Zhang Wei              | Cina          | o    | xxo  | o    | xxx  |      | 5,55 m |                                          |
| 29   | A      | Steven Lewis           | Gran Bretagna | o    | o    | xxx  |      |      | 5,40 m |                                          |
| 30   | B      | Nikita Filippov        | Kazakistan    | o    | xo   | xxx  |      |      | 5,40 m |                                          |
| 31   | B      | Adrián Vallés          | Spagna        | o    | xxo  | -    | xx-  | x    | 5,40 m |                                          |
| 31   | A      | Arnaud Art             | Belgio        | -    | xxo  | xxx  |      |      | 5,40 m |                                          |
| 33   | A      | Fábio da Silva         | Brasile       | o    | xxx  |      |      |      | 5,25 m |                                          |
| 33   | B      | Vladyslav Revenko      | Ucraina       | o    | xxx  |      |      |      | 5,25 m |                                          |
| -    | A      | Natán Rivera           | El Salvador   | xxr  |      |      |      |      | nm     |                                          |

### Finale
La finale si è svolta a partire dalle 19:05 di lunedì 24 agosto 2015.
| Pos.              | Nome                | Nazionalità | 5,50 | 5,65 | 5,80 | 5,90 | 6,00   | Misura | Note |
| ----------------- | ------------------- | ----------- | ---- | ---- | ---- | ---- | ------ | ------ | ---- |
|                   | Shawnacy Barber     | Canada      | o    | o    | o    | o    | xxx    | 5,90 m |      |
|                   | Raphael Holzdeppe   | Germania    | -    | o    | xo   | xxo  | xxx    | 5,90 m |      |
|                   | Pawel Wojciechowski | Polonia     | -    | o    | o    | xxx  |        | 5,80 m |      |
| Renaud Lavillenie | Francia             | -           | -    | o    | xxx  |      | 5,80 m |        |      |
| Piotr Lisek       | Polonia             | o           | o    | o    | xxx  |      | 5,80 m |        |      |
| 6                 | Kévin Menaldo       | Francia     | o    | o    | xxo  | xxx  |        | 5,80 m |      |
| 7                 | Michal Balner       | Rep. Ceca   | o    | o    | xxx  |      |        | 5,65 m |      |
| 7                 | Tobias Scherbarth   | Germania    | o    | o    | xxx  |      |        | 5,65 m |      |
| 9                 | Augusto de Oliveira | Brasile     | xo   | xo   | xxx  |      |        | 5,65 m |      |
| 9                 | Ivan Horvat         | Croazia     | xo   | xo   | xxx  |      |        | 5,65 m |      |
| 9                 | Sam Kendricks       | Stati Uniti | xo   | xo   | xxx  |      |        | 5,65 m |      |
| 9                 | Germán Chiaraviglio | Argentina   | xo   | xo   | xxx  |      |        | 5,65 m |      |
| 13                | Jan Kudlička        | Rep. Ceca   | o    | xxx  |      |      |        | 5,50 m |      |
| 13                | Robert Renner       | Slovenia    | o    | xxx  |      |      |        | 5,50 m |      |
| 15                | Robert Sobera       | Polonia     | xo   | xxx  |      |      |        | 5,50 m |      |
| -                 | Ivan Hertlein       | Russia      | xxx  |      |      |      |        | nm     |      |